# Budynek konwiktu pw. św. Józefa we Wrocławiu
Budynek konwiktu pw. św. Józefa, zwany również domem Steffensa – dawny budynek konwiktu (internatu) pw. św. Józefa dla ubogich wychowanków Kolegium Jezuickiego, obecnie Collegium Anthropologicum, siedziba Zakładu Antropologii PAN i Katedry Antropologii Uniwersytetu Wrocławskiego znajdująca się u zbiegu ulicy Kuźniczej 35 i placu Uniwersyteckiego. Od 2002 roku w budynku funkcjonuje również Muzeum Człowieka.

## Historia

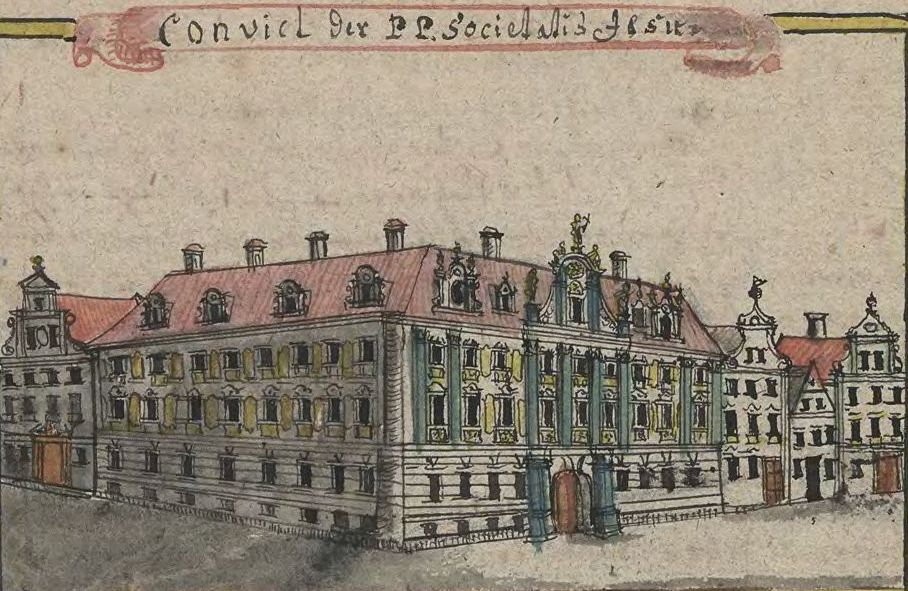
Budynek konwiktu pw. św. Józefa we Wrocławiu. Na parterze widoczne żelazne kraty mieszczącego w nim od 1765 roku banku. Rysunek F.B. Wernera z 1755

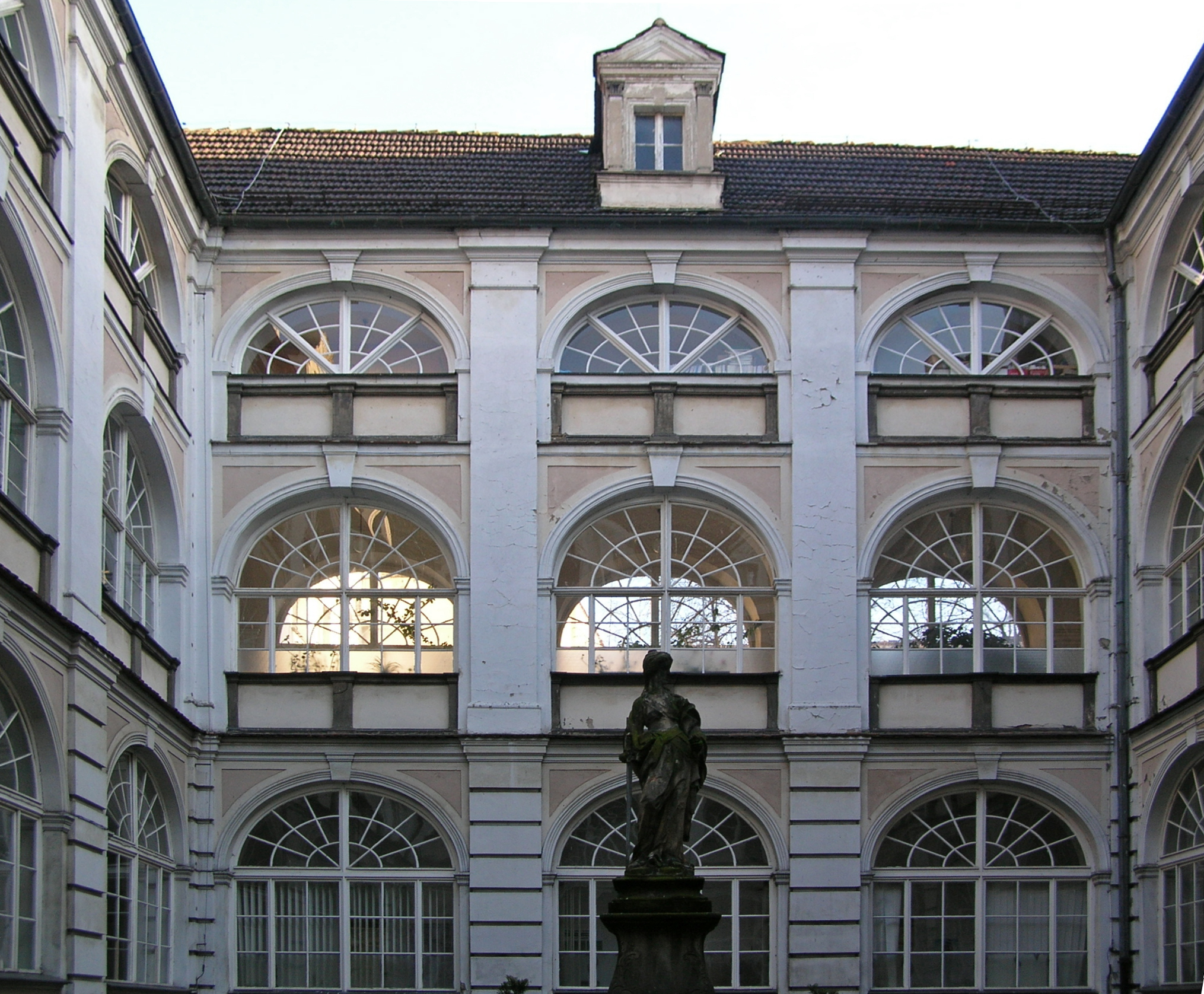
Dziedziniec budynku z widocznymi oszklonymi krużgankami i rzeźbą św. Łucji

Pierwszy budynek na działce nr 35 został wzniesiony w 1640 roku. Budynek Konwiktu został wzniesiony w latach 1734–1755 dla zakonu jezuitów według projektu wrocławskiego architekta Josepha Frischa, który to prace prowadził w latach 1734–1745. W tym samym okresie realizował inny projekty: prace przy jezuickim kościele Podwyższenia Krzyża Świętego w Brzegu oraz przy budynku kolegium. Po jego śmierci prace kontynuował Joseph Peltz ze Żmigrodu .
W pierwszym etapie, w latach 1734–1735, powstało frontowe skrzydło zachodnie i fundamenty skrzydła północnego. Z powodu braku funduszy dach nad skrzydłem północnym został wykonany w 1738 roku. W tym samym roku Michał Frisch uzyskał pozwolenie wzniesienia okazałego portalu, który miał wystawać poza linię zabudowy . W 1743 roku ukończono prace przy trzecim południowym skrzydle oraz zakończono prace nad dekoracjami refektarza . W 1753 ukończono skrzydło łącznikowe skrzydło wschodnie. Ostatnie prace w budynku zakończyły się w 1755 roku i wiązały się z pracami dekoracyjnymi w kaplicy św. Józefa, której poświęcenie miało miejsce 11 listopada tego samego roku. W budynku pełniącym wówczas głównie funkcję internatu, mieszkało ok. 50–60 podopiecznych ojców jezuitów (Harasimowicz podaje ok. 80 podopiecznych), z których większość była na całkowitym utrzymaniu fundacji. Podczas wojny siedmioletniej budynek pełnił funkcje lazaretu i więzienia.
W 1765 roku budynek został przejęty przez pruskie władze i otworzono w nim filię berlińskiego Królewskiego Banku Pruskiego (Königliche Bank). Bank mieścił się na parterze do 1846 roku i zajmował trzy wielkie pomieszczenia, w skład których wchodziły: sala operacyjna, główny kantor, sala depozytów i sala dyskontowa. Na wyższych kondygnacjach nadal funkcjonował Konwikt. W 1790 roku konwiktorzy pochodzenia szlacheckiego, za sprawą Fryderyka II Wielkiego, otrzymali przywilej noszenia specjalnego umundurowania; pobierali oni również lekcje tańca, jazdy konnej i fechtunku, a od początku XIX wieku lekcji języków obcych. W ten sposób konwikt stał się internatem dla szlachetnie urodzonych; jednym z wychowanków był poeta Joseph von Eichendorff.
W 1810 roku, w wyniku sekularyzacji, konwikt zaprzestał działalności. W roku 1811 górne pomieszczenia zaadaptowano na mieszkania służbowe dla nauczycieli Śląskiego Uniwersytetu imienia Fryderyka Wilhelma. W budynku mieszkał m.in. profesor fizyki i filozofii Heinrich Steffens, który w 1813 roku z okien gmachu wygłosił patriotyczną odezwę do narodu wzywającą do udziału w wojnie wyzwoleńczej przeciwko Francji. Od tego wydarzenia konwikt nazywany był domem Steffensa. Po 1811 roku, na II piętrze, mieszkał profesor mineralogii Karl Georg von Raumer, który zgromadził bogatą kolekcję minerałów z całego świata. W 1815 roku władze uczelni, za jego staraniem, przeznaczyły pięć pomieszczeń budynku dla Gabinetu Mineralogicznego. Od 1930 roku w budynku znajdowały się sale wykładowe i pomieszczenia dydaktyczne uniwersytetu, m.in. Instytutu Antropologii, a od 1932 Instytutu Psychologii.

## Opis architektoniczny
Czteroskrzydłowy, trzykondygnacyjny budynek został wzniesiony na planie nieregularnego czworoboku z przybudówką w narożniku południowo-wschodnim i z wewnętrznym trapezowym dziedzińcem. Skrzydła zachodnie, południowe i wschodnie są dwutraktowe z korytarzem od strony dziedzińca; skrzydło wschodnie jest jednotraktowe i ma formę łącznika. Część północna i zachodnia jest podpiwniczona . Budynek nakryty jest dwu- i trzyspadowym dachem .
Frontowa, dziewięcioosiowa fasada zwrócona jest w kierunku pl. Uniwersyteckiego. Część parterowa jest boniowana; od wyższej kondygnacji oddzielona jest gzymsem kordonowym. W osi środkowej umieszczony został kolumnowo-balkonowy portal, w przeszłości ozdobiony dwoma rzeźbami sprzedanymi w 1812 roku za 25 talarów  wrocławskiemu wydawcy Johannowi Gottliebowi Kornowi . Niemiecki historyk sztuki Bernhard Patzak (1873–1933) w opisie portalu balkonowego identyfikuje owe rzeźby jako wizerunki św. Ignacego Loyoli wraz z towarzyszącym mu chłopcem oraz św. Franciszka Ksawerego. Pomiędzy rzeźbami znajdowała się tarcza herbowa ze złoconym napisem „Collegium” Convictorum Societatis JESU ad S. Josephum. Nadproże drzwi balkonowych stanowiła tarcza heraldyczna z imieniem Jezus. Portal prowadzi do sieni przejazdowej i do dwubiegowej klatki schodowej .
Dwie kondygnacje zostały spięte zdwojonymi pilastrami wielkiego porządku, wspartymi na konsolach. Pilastry wyznaczają trzy pseudoryzality: dwa jednoosiowe skrajne i trzyosiowy w centralnej części zwieńczone jednookiennym szczytem otoczonym wolutowymi spływami. Otwory okienne, prostokątne z wyjątkiem II kondygnacji otoczone są kamiennymi opaskami z podokiennikami i naczółkami. W części dachowej okna połaciowe są półokrągłe . Na szczycie oraz na narożach szczytu pierwotnie umieszczone były trzy posągi: u szczytu św. Józefa z Dzieciątkiem (patrona konwiktu), św. Agnieszki i św. Rozalii będącymi patronkami czystości moralnej i zdrowia. Po obu stronach figurki św. Józefa znajdowały się dwa putta z atrybutami świętego: krzyżem i lilią. Skrajne osie, w części dachowej, podkreślone zostały dekoracyjnymi formami z wolutowymi spływami ozdobionym wazonami.
Elewacja północna jest ośmioosiowa, podpiwniczona . Na jej skrajach znajdują się jednoosiowe pseudoryzality ujęte zdwojonymi pilastrami kompozytowymi spoczywającymi na konsolowych podstawach; pilastry łączą dwie górne kondygnacje z parterem . Pozostałe osie, na drugiej i trzeciej kondygnacji, zostały od siebie oddzielone płycinami o wykrojowym kształcie, mniejszą w górnej części, większą w dolnej. Parter ozdobiony jest boniowaniem. W drugiej osi od wschodu znajduje się otwór drzwiowy prowadzący do piwnicy. W dachu tej części budynku znajdują się dwa okna połaciowe .
Elewacja wschodnia również jest ośmioosiowa, trzykondygnacyjna, ale już bez podziałów architektonicznych. Na dachu skrzydła wschodniego znajdowała się sygnaturka zegarowa zakończoną gałką z imieniem św. Józefa otoczonym glorią . Elewacja południowa jest widoczna tylko częściowo i jest pięcioosiowa z prostokątnymi oknami .
W części dziedzińca wszystkie skrzydła budynku były ze sobą skomunikowane za pomocą otwartych arkadowo-filarowych krużganków (obecnie oszklonych), zabezpieczonych kutymi żelaznymi balustradami wykonanymi w 1751 roku. Pośrodku dziedzińca znajdowała się studnia, a od 1930 roku na jej miejsce ustawiono XVIII-wieczną rzeźbę św. Łucji z Syrakuz dłuta Johanna Albrechta Siegwitza. Rzeźba została odnaleziona na Cmentarzu Osobowickim przez Kurta Bimlera i uznana za rzeźbę pochodzącą prawdopodobnie z balustrady balkonu portalowego.
Elewacja północna i południowa miały rząd półkoliście zamkniętych okien oddzielonych od siebie toskańskimi pilastrami w wielkim porządku na drugiej i trzeciej kondygnacji.

### Rozmieszczenie pomieszczeń
Na parterze znajdowała się kaplica św. Józefa, refektarz (jadalnia) w północno-zachodnim narożniku oraz pomieszczenia służbowe i gospodarcze. Główna kondygnacja mieściła bibliotekę, archiwum prowincji, sala do ćwiczeń w szermierce, sypialnie dla młodszych roczników (tzw. museum minorum) i ich prezydenta . Harasimowicz wymienia również salę modlitwy dla wychowanków i salę teatralną. Na ostatniej kondygnacji znajdowały się sypialnie starszych wychowanków konwiktu (museum majorum) i pokoje przełożonych Konwiktu. Obecnie zachowała się z tego okresu jedynie pomieszczenie jadalni, w którym znajduje się teraz audytorium i sala posiedzeń. Pomieszczenie ozdobione jest sklepieniem ze sztukaterią o motywach roślinno-wstęgowych, na których wcześniej znajdowały się ozdoby malarskie w wydzielonych plafonach i medalionach. Bogatą dekorację miało kolebkowe sklepienie kaplicy św. Józefa, z pozłacanymi sztukateriami wydzielającymi pola na których umieszczono freski przedstawiające Jezusa ze św. Józefem, Marią i Agnieszką. W kaplicy znajdowały się również niegdyś trzy ołtarze: główny św. Józefa i dwa boczne św. Agnieszki i św. Jana Nepomucena. Nad głównym ołtarzem znajdował się fresk przedstawiający scenę rozdzielania zboża pomiędzy braćmi przez Józefa .

## Po 1945
Działania wojenne w 1945 roku nieznacznie uszkodziły budynek. Do 1950 roku budynek był własnością Wrocławskiego Towarzystwa Naukowego. W latach 1950–1953 budynek został odbudowany według projektu architekta Wincentego Witolda Erazma Rawskiego (1893–1962), zrekonstruowano fasadę i szczyt oraz pokrycie dachowe. W 1953 roku budynek przeszedł na własność PAN. W latach 2018–2021 budynek został ponownie odremontowany. Od 2002 do 2021 roku w jego murach funkcjonowało Muzeum Człowieka.